# رافا غارسيا (مقاتل)
رافائيل جارسيا جونيور (بالإنجليزية: Rafael García Jr.؛ مواليد 5 أغسطس 1994) هو مُقاتل فنون قتالية مختلطة مكسيكي أمريكي المولد.

## وصلات خارجية
- رافا غارسيا (مقاتل) على موقع يو إف سي (الإنجليزية)
- رافا غارسيا (مقاتل) على موقع شيردوغ (الإنجليزية)
- رافا غارسيا (مقاتل) على موقع Tapology.com (الإنجليزية)
- رافا غارسيا (مقاتل) على موقع فايت ماتريكس (الإنجليزية)